# Barutçu, Selçuk
Barutçu là một xã thuộc huyện Selçuk, tỉnh İzmir, Thổ Nhĩ Kỳ. Dân số thời điểm năm 2010 là 224 người.